# Erik Hoffmeyer
Erik Hoffmeyer (født 25. december 1924 i Rårup, Jylland, død 21. august 2016) var en dansk professor og tidligere direktør for Nationalbanken.
Erik Hoffmeyer var søn af biskop over Århus Stift Skat Hoffmeyer og Aase f. Thejll og var nok mest kendt for sin tid som nationalbankdirektør i årene 1965-1994.
Han blev student fra Aarhus Katedralskole 1942 og opholdt sig pga. sit engagement i modstandsbevægelsen i Sverige 1943-45 under besættelsen. Han var uddannet nationaløkonom (cand.polit.) 1951 (prisopgave bedømt med accessit 1949) og underviste i faget som lektor og siden hen professor ved Københavns Universitet i perioden fra 1956 til 1964. I 1958 blev han dr.polit.
1951 blev han ansat i Nationalbanken og blev 1962 direktør i Bikuben, hvor han blev adm. direktør to år senere.
Han har desuden beklædt et større antal tillidsposter, herunder som formand for Politiken Fondens bestyrelse, Dansk Alzheimerforenings Forskningsfond, præsident for Psykiatrifonden, formand for Fonden for Træer og Miljø (1979-2011) og Den Rådgivende Komité for Miljøstøtteordningen for Østlandene. Han var æresmedlem af Group of 30, en global finansiel tænketank.
Han har været formand for Socialøkonomisk Samfund 1951-53, medlem af bestyrelsen for Nationaløkonomisk Forening 1960-66, af formandskabet for Det økonomiske Råd (overvismand) 1962-65, af Akademiet for de Tekniske Videnskaber 1963, af Det økonomiske Råd 1965, af Forskningens fællesudvalg 1965-72, af bestyrelsen for C.L. Davids Fond og Samling 1967, af styrelsen for Byggeriets Realkreditfond 1969-72 og af bestyrelsen for Den Europæiske Investeringsbank. Erik Hoffmeyer var adjungeret professor ved Syddansk Universitet i perioden 1998-2003. 1994 modtog han Fortjenstmedaljen i guld.
Han var gift med chefpsykolog Lise Rafaelsen. Tidligere var han gift (6. januar 1949) med Eva f. Kemp (f. 28. december 1919 på Frederiksberg), datter af højesteretssagfører, fh. kammeradvokat Arne Kemp. Gift med Nina Fisker fra 1990 til 1992.

## Holdninger til Euroen
Hoffmeyer deltog i Delors-komitéen, der i 1988-89 gjorde forarbejdet til EU’s Økonomiske og Monetære Union, som senere udviklede sig til Euroen. Hoffmeyer udtalte i 2012 at det var en fejl at indlemme så mange økonomisk svage lande i Euroen, fordi deres svækkede konkurrencekraft under en stærk ikke devaluerbar valuta skaber arbejdsløshed. Hoffmeyer anbefalede løsningen at hjælpe disse lande med at melde sig ud af Euroen med et "gyldent håndtryk".

## Udvalgte værker
- Dollar Shortage and the Structure of U. S. Foreign Trade , disputats, 1958.
- Stabile priser og fuld beskæftigelse, 1960.
- Strukturændringer på penge- og kapitalmarkedet, 1960.
- Velfærdsteori og velfærdsstat, 1962.
- Industriel vækst, 1963.
- Dansk pengehistorie 1968.